# 中江竜太
中江 竜太（なかえ りゅうた）は、日本の医学者・医師。専門は救急医学・脳神経外科学・外傷学・脳卒中医学・脳血管内治療学。博士（医学）。
日本医科大学救急医学教室准教授、日本医科大学付属病院救命救急科（高度救命救急センター）。

## 略歴
- 1995年3月 - 麻布高等学校卒業[1]
- 2004年3月 - 日本医科大学医学部卒業[1]
- 2004年4月 - 日本医科大学付属病院初期臨床研修医[1]
- 2006年4月 - 日本医科大学付属病院救命救急科（高度救命救急センター）専修医[1]
- 2007年4月 - 中国労災病院脳神経外科医員[1]
- 2009年4月 - 日本医科大学付属病院脳神経外科大学院生[1]
- 2010年9月 - 川口市立医療センター救命救急センター医師[1]
- 2014年4月 - 川口市立医療センター救命救急センター医長[1]
- 2015年11月 - 獨協医科大学越谷病院脳神経外科助教[1]
- 2017年11月 - 日本医科大学救急医学教室助教・医員、日本医科大学付属病院救命救急科（高度救命救急センター）[1]
- 2019年4月 - 日本医科大学救急医学教室病院講師、日本医科大学付属病院救命救急科（高度救命救急センター）[1]
- 2020年10月 - 日本医科大学救急医学教室講師、日本医科大学付属病院救命救急科（高度救命救急センター）[1]
- 2023年10月 - 日本医科大学救急医学教室准教授、日本医科大学付属病院救命救急科（高度救命救急センター）[1]